# Finnország tartományai

Finnország tartományai
1. Dél-Finnország
2. Nyugat-Finnország
3. Kelet-Finnország
4. Oulu
5. Lappföld
6. Åland

2009-ig Finnország 6 tartományra (finnül läänit, svédül län) oszlott. A tartományi közigazgatás a központi hatalom végrehajtói ágának, a kormányzatnak volt a része. 
A tartományokat 1634-ben hozták létre, de a felosztás 1997-ben jelentős változáson esett át: a 12 tartományból 6-ot hoztak létre. Ezáltal a tartományi határok csupán adminisztratív határokká váltak, mivel a nyelvi, kulturális különbségek nem ezeket a határokat követik. 2009-ben a tartományokat megszüntették, helyettük 19 új régiót hoztak létre.
A tartományok átlagos népessége 883 414 fő volt. A legnépesebb Dél-Finnország 2 173 509 lakossal, a legkisebb lakosságú pedig Åland volt 27 153 fős népességgel (2007. december 31.).

## Feladat- és hatáskörök
A tartományokat az Állami Tartományi Hivatal (lääninhallitus / länsstyrelse) vezeti, mely a központi állami adminisztráció dekoncentrált végrehajtó szervezete. A hivatal élén a köztársasági elnök által kinevezett kormányzó (maaherra / landshövding) áll. A kormányzó a tartomány kormányzásáért felelős (természetesen a minisztériumokkal együttműködve).  
A tartományoknak kizárólag adminisztratív feladatai vannak:
- Szociális és egészségügyi szolgáltatások
- Oktatás és kultúra
- Rendőrség
- Mentési szolgáltatások
- Közlekedési igazgatás
- Verseny- és fogyasztói ügyek
- Bírósági igazgatás

A Tartományi Hivatal alá tartozó hivatalok:
- nyilvántartóiroda, anyakönyvi hivatal (maistraatti / magistrat)
- igazságszolgáltatási (rendőrségi, ügyészségi) körzetek (kihlakunta / härad)

### Åland
Åland helyzete különleges a túlnyomóan svéd lakosság miatt. Ez a tartomány autonóm kormánnyal (Landskapsstyrelse), saját adminisztrációval és általános, közvetlen választásokon választott törvényhozással (Lagting) rendelkezik. Feladatköre kiterjed többek között az oktatás, kultúra, rendvédelem, egészségügy, szociális ügyek, foglalkoztatás területére is.

## A tartományok 1997–2009 között
| No. | Címer                     | Tartomány         | Finn név, svéd név                      | Székhely (finnül / svédül) | Lakosság (fő, 2007. december 31.) | Terület (km²) | 1997-ben összevont tartományok                   |
| --- | ------------------------- | ----------------- | --------------------------------------- | -------------------------- | --------------------------------- | ------------- | ------------------------------------------------ |
| 1.  | Dél-Finnország címere     | Dél-Finnország    | Etelä-Suomen lääni, Södra Finlands län  | Hämeenlinna / Tavastehus   | 2 173 509                         | 34 378        | Uusimaa, Kymi, Häme                              |
| 2.  | Nyugat-Finnország címere  | Nyugat-Finnország | Länsi-Suomen lääni, Västra Finlands län | Turku / Åbo                | 1 874 764                         | 74 185        | Vaasa, Turku-Pori, Keski-Suomi, Häme (Pirkanmaa) |
| 3.  | Kelet-Finnország címere   | Kelet-Finnország  | Itä-Suomen lääni, Östra Finlands län    | Mikkeli / S:t Michel       | 574 478                           | 48 726        | Kuopio, Pohjois-Karjala, Mikkeli                 |
| 4.  | Oulu tartomány címere     | Oulu tartomány    | Oulun lääni, Uleåborgs län              | Oulu / Uleåborg            | 467 190                           | 57 000        | nincs változás                                   |
| 5.  | Lappföld tartomány címere | Lappföld          | Lapin lääni, Lapplands län              | Rovaniemi                  | 184 390                           | 98 946        | nincs változás                                   |
| 6.  | Åland címere              | Åland1            | Ahvenanmaan lääni, Ålands län2          | Maarianhamina / Mariehamn2 | 27 153                            | 6784          | nincs változás                                   |

1 Néhány feladatot, ami Finnországban a tartományok felelőssége alá tartozik, az Åland-szigeteken az Ålandi Autonóm Kormányzat végzi.

2 Az Åland-szigetek gyakorlatilag teljesen svéd nyelvűek.

## Korábbi tartományok
Az 1997-es tartomány reform előtt az alábbi tartományok voltak Finnországban. Ezek alapját I. Miklós orosz cár alkotta meg, amikor 1831-ben megreformálta a finnországi helyi adminisztrációt. Bár kisebb kiigazítások folyamatosan előfordultak (például 1870-ben Tamperét áthelyezték a Turku és Pori tartományból Häme-be), a tartományok alapvetően nem változtak meg az 1997-es reformig.
1. Uudenmaan lääni (Nylands län)
2. Kymen lääni (Kymmene län) – 1944-től3
Viipurin lääni (Viborgs län) – 1944-ig
3. Turun ja Porin lääni (Åbo och Björneborgs län)
4. Hämeen lääni (Tavastehus län)
5. Mikkelin lääni (S:t Michels län)
6. Vaasan lääni (Vasa län)
7. Keski-Suomen lääni (Mellersta Finlands län)
8. Kuopion lääni (Kuopio län)
9. Pohjois-Karjalan lääni (Norra Karelens län)
10. Oulun lääni (Uleåborgs län)
11. Lapin lääni (Laplands län)
12. Ahvenanmaan maakunta
13. Petsamon lääni (Petsamo län)4

3 A folytatólagos háború után (1944) Viipuri tartomány nagy része a Szovjetunió területére került. A maradék részből hozták létre Kymi tartományt és egy kis rész Kuopio tartományhoz is került.

4 1944-ben szintén a Szovjetunióhoz csatolták, ezt az 1947-es párizsi béke is megerősítette.

## Lásd még
- Finnország történelmi tartományai
- Finnország régiói

## Külső hivatkozások
- Finn Állami Tartományi Hivatalok Archiválva 2005. december 24-i dátummal a Wayback Machine-ben – Hivatalos honlap